# بارون ماكس فلاديمير فون بيك
بارون ماكس فلاديمير فون بيك (بالألمانية: Max Wladimir von Beck)‏ هو سياسي نمساوي، ولد في 6 سبتمبر 1854 في فيينا في النمسا، وتوفي بنفس المكان في 20 يناير 1943.

## وصلات خارجية
- بارون ماكس فلاديمير فون بيك على موقع الموسوعة البريطانية (الإنجليزية)